# Pearce (Comicautoren)
Pearce ist das gemeinsame Pseudonym der beiden Franzosen Yann und Conrad.
Während sich Yann dem Schreiben der Texte widmete, war Conrad für den zeichnerischen Teil verantwortlich. Gemeinsam mit Jean Léturgie entwickelten sie zwei humoristische Westernserien. Da Lucky Kid bereits nach zwei Alben von Morris eingestellt wurde, folgte mit Cotton Kid eine eigene Serie mit weiteren sechs Alben.

## Werke
- Lucky Kid (1995–1997)
- Cotton Kid (1999–2003)